# Rhododendron pseudociliipes
Rhododendron pseudociliipes är en ljungväxtart som beskrevs av J. Cullen. Rhododendron pseudociliipes ingår i släktet rododendron, och familjen ljungväxter. Inga underarter finns listade i Catalogue of Life.